# 阿克梅內區
阿克梅內區是立陶宛希奧利艾縣内的市镇，位于该国北部，行政中心为新阿克梅內。市镇面積为844平方公里，2020年人口数量为18,764人。